# Wasserkraftwerk Hengsen

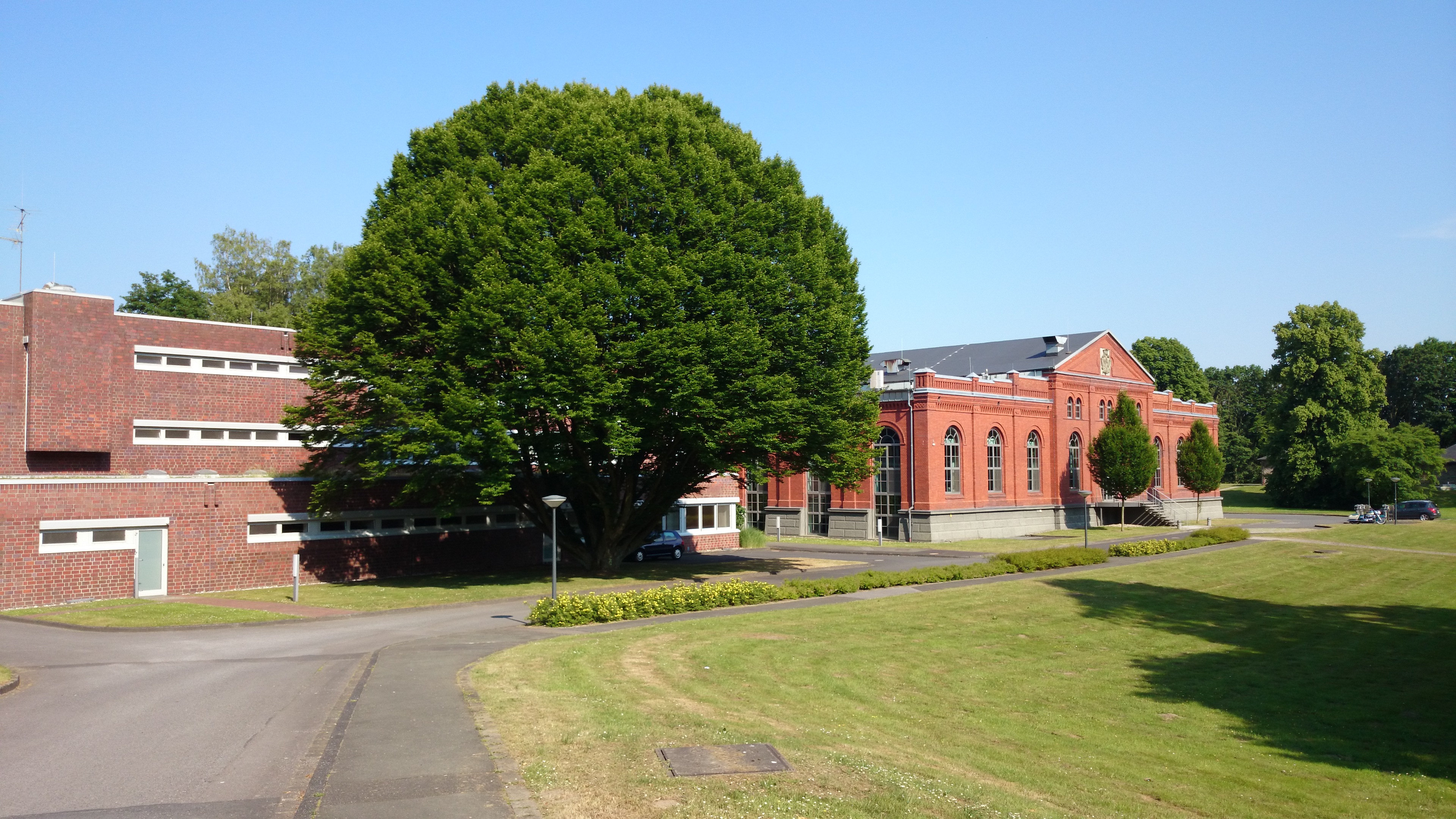
Wasserwerk Hengsen

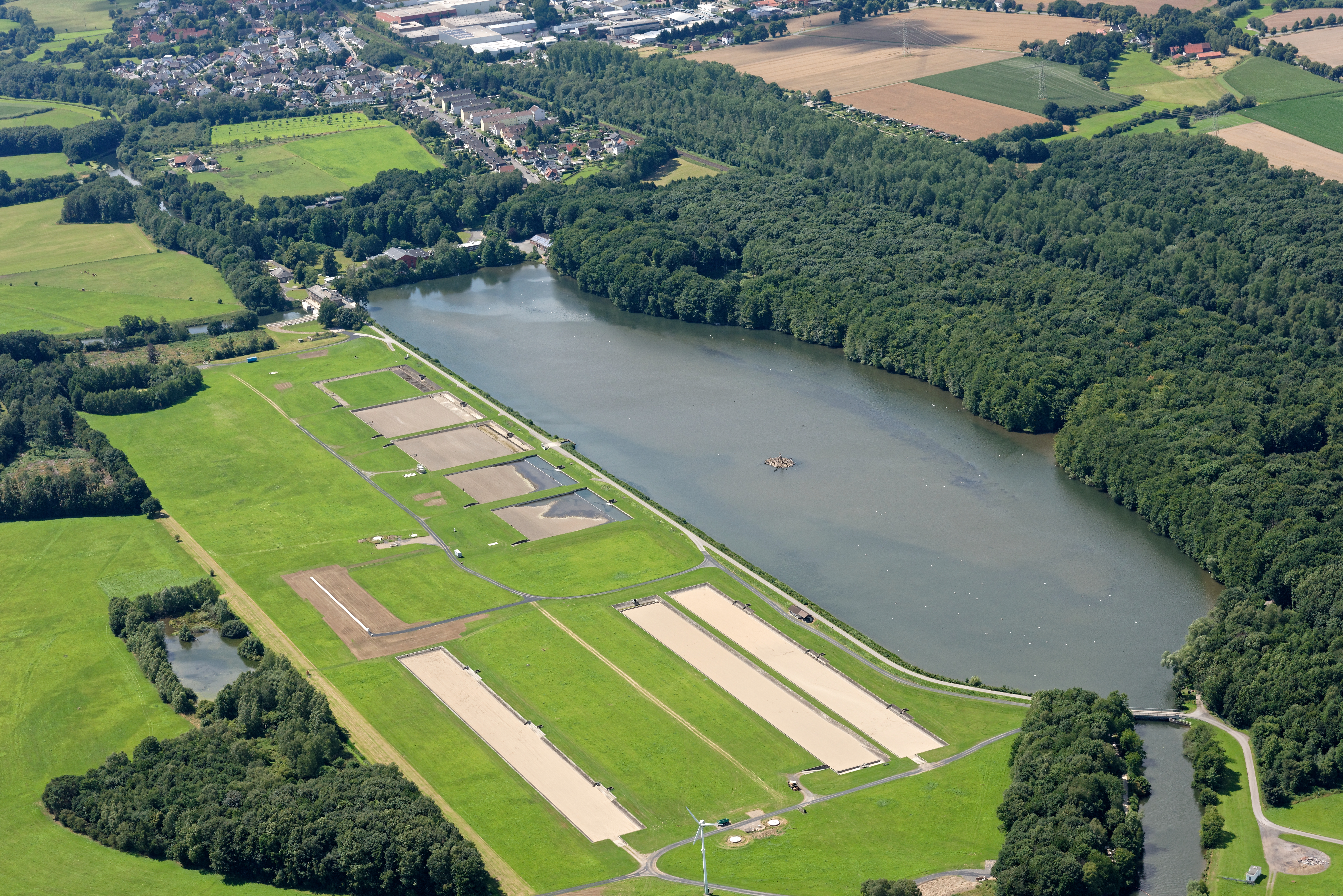
Stausee

Das Wasserkraftwerk Hengsen ist ein Kraftwerk der Wasserwerke Westfalen an der Ruhr. Es befindet sich am Stausee Hengsen in Hengsen, einem Ortsteil von Holzwickede, Kreis Unna in Nordrhein-Westfalen.

## Kraftwerk
Das Kraftwerk wurde 1937 eröffnet. Produziert werden jährlich etwa 6 GWh elektrische Energie.
Die Wehranlage besteht aus drei Sektorwehrverschlüssen, das Gefälle beträgt 5,5 m. Zwei Kaplanturbinen haben eine Nutzleistung von je 1,1 MW, die beiden Generatoren eine Leistung von 1,5 MVA bei 6 kV.

## Informationszentrum „aqua publik“
Im Gebäude befindet sich seit 1989 das Informationszentrum „aqua publik“ der Dortmunder Energie und Wasserversorgung GmbH (DEW). Es dient Schulklassen und Besuchergruppen zur Information, ferner bietet es Räumlichkeiten für Veranstaltungen und die berufliche Weiterbildung und gehört zur Route der Industriekultur.